# Gryllus Samu
Gryllus Samu (Budapest, 1976. március 27. –) magyar basszusgitáros, zeneszerző, karmester. Gyermeke: Feuer-Gryllus Tóbiás

## Életpályája
1995–2000 között a Liszt Ferenc Zeneakadémián jazz basszusgitárt tanult. 2007-ig Klaus-Peter Sattler és Michael Jarell diákja volt a bécsi Zeneművészeti Egyetemen. 2005-ben résztvevője volt az Erasmus-programnak Daniel Ott-tal a berlini Művészeti Egyetemen. 2008–2009 között Fulbright-ösztöndíjas volt a Wesleyan Egyetemen Alvin Luxier-rel és Anthony Braxton-nal.
15 éves kora óta (1991) több mint 40 színházi, film- és rádióprodukciót komponált több országban. Néhány dalát Palya Bea és társai adták elő 2009 februárjában a Carnegie Hall-ban. Első kamaraoperája 2007-ben mutatkozott be a berlini Sophiensælenben. 2009-ben a Kitchen Budapest Innovativ műhelyével dolgozott egy interaktív hanginstalláción, négy iPhone-nal és videóvetítéssel. Ezt először a Brooklyn-i Múzeumban mutatták be 2009 őszén. 
Hangszeresként tagja az EAR (Elektro Acoustic Research) együttesnek, a WUEAIO (Wesleyan University Elektro Acoustic Illumination Orchestra), a WH fellépő csoportjának és az IKULT művészcsoportnak (International Culture Platform). Alapítója a Magyar Hangfestő Társaságnak (Maszat) és tagja az Új Társaság Nemzetközi Társasága – Ausztria szekciónak.

## Családja
Szülei: Gryllus Dániel zeneszerző és Kőváry Katalin forgatókönyvíró, nagybátyja: Gryllus Vilmos zeneszerző, testvére: Gryllus Dorka színésznő. Felesége: Feuer Yvett, gyermeke: Feuer-Gryllus Tóbiás 

## Színházi munkái

### Zeneszerzőként
- Szákás Tóth Péter: Mihasznák (2004)
- Bán-Orbán: Két nő (2016) (karmester is)

## Filmjei
- Hukkle (2002)
- Barbakan (2014)
- Gyászfilm (2014)

## Fordítás
- Ez a szócikk részben vagy egészben  a   Samu Gryllus című német Wikipédia-szócikk ezen változatának fordításán alapul.  Az eredeti cikk szerkesztőit annak laptörténete sorolja fel. Ez a jelzés csupán a megfogalmazás eredetét és a szerzői jogokat jelzi, nem szolgál a cikkben szereplő információk forrásmegjelöléseként.